# Entierro de Jesús

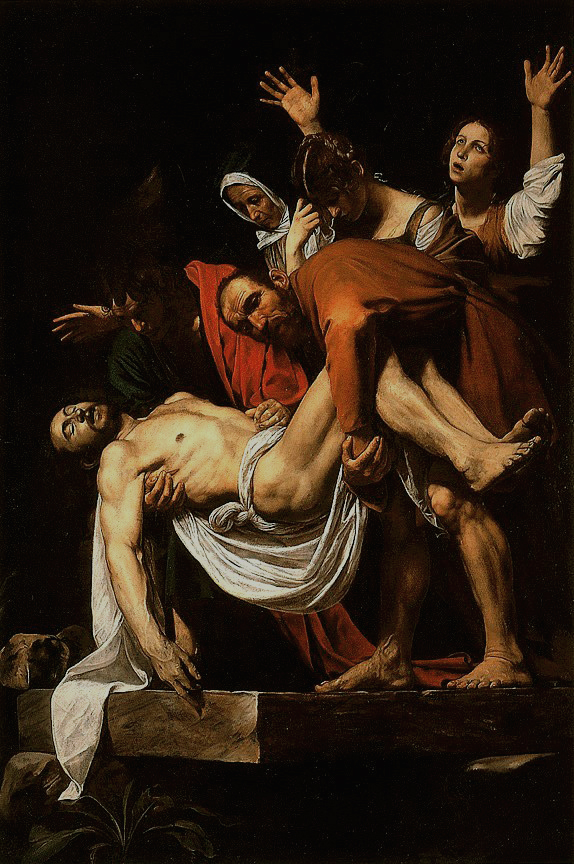
El entierro de Cristo de Caravaggio (c. 1603) según el Evangelio de Juan: Nicodemo y José de Arimatea embalsaman conjuntamente y colocan a Jesús en una tumba, mientras María, la madre de Jesús, María Magdalena y María de Cleofás observan.

El entierro de Jesús se refiere al entierro del cuerpo de Jesús tras su crucifixión antes de la víspera del sábado. Este acontecimiento se describe en el Nuevo Testamento. Según los relatos evangélicos canónicos, fue colocado en una tumba por un miembro del Sanedrín llamado José de Arimatea; según Hechos 13:28-29, fue depositado en una tumba por «el consejo en pleno». En el arte, a menudo se le llama el Entierro de Cristo.

## Relatos bíblicos

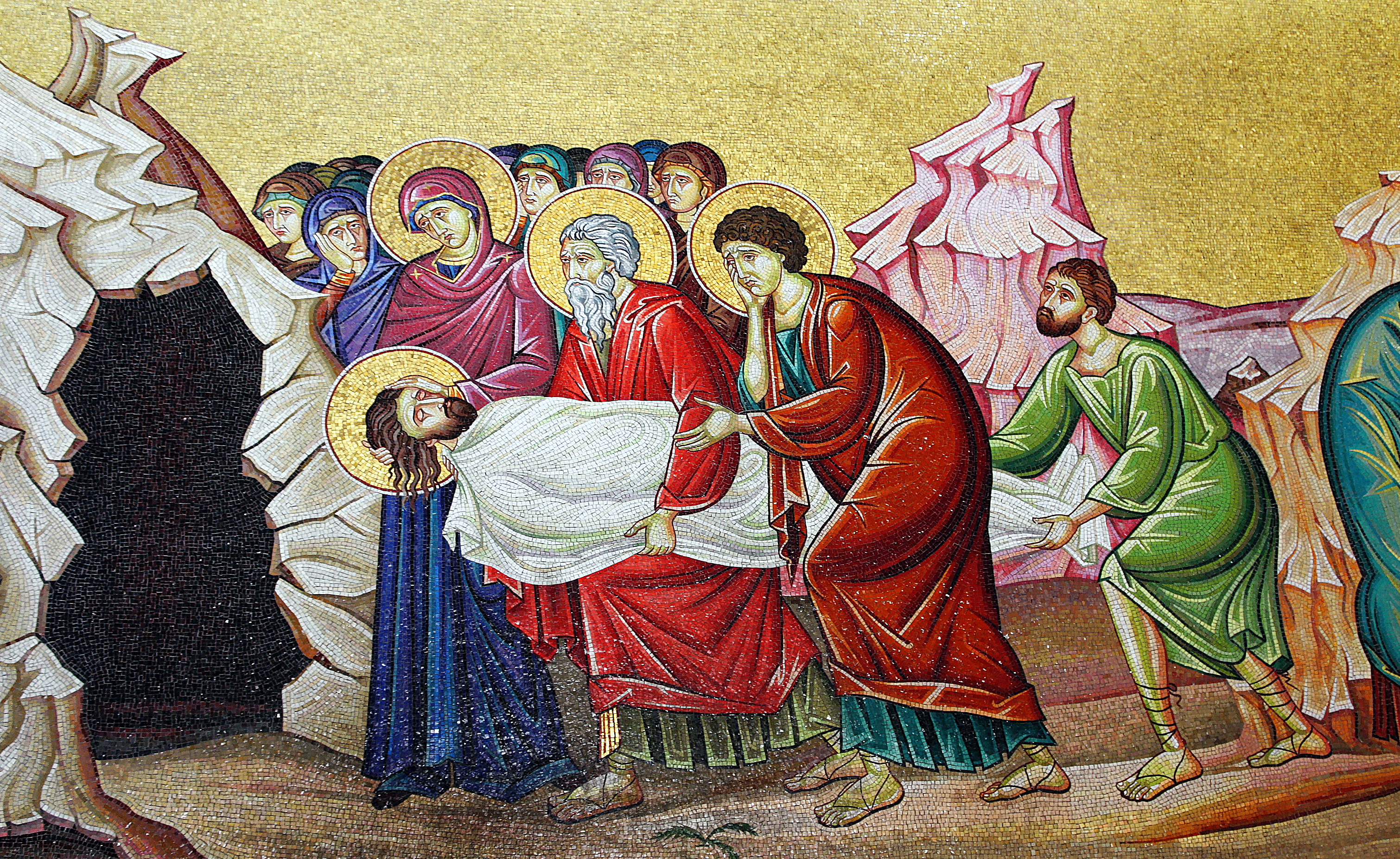
Mosaico mural del entierro de Jesús cerca de la Piedra de la unción en la Iglesia del Santo Sepulcro de Jerusalén.

La referencia más antigua a un entierro de Jesús se encuentra en una carta de Pablo. Escribiendo a la Corintios hacia el año 54 d. C., se refiere al relato que había recibido de la muerte y resurrección de Jesús («y que fue sepultado, y que resucitó al tercer día según las Escrituras»).
Los cuatro evangelios canónicos, probablemente escritos entre los años 66 y 95, concluyen con una extensa narración del arresto de Jesús, juicio, crucifixión, sepultura y resurrección.: p.91  Narran cómo, en la tarde de la Crucifixión, José de Arimatea pidió a Pilato el cuerpo; después de que Pilato accediera a su petición, lo envolvió en una tela de lino y lo depositó en una tumba. Según Hechos 13:28-29, fue depositado en una tumba por «el consejo en pleno».

### Evangelio de Marcos
En el Evangelio de Marcos (la el más antiguo de los evangelios canónicos), escrito en torno a los años 66 y 72,. José de Arimatea es un miembro del Sanedrín, que había condenado a Jesús, que desea asegurarse de que el cadáver sea enterrado de acuerdo con la ley judía, según la cual los cadáveres no podían dejarse expuestos durante la noche. Pone el cuerpo en un sudario nuevo y lo deposita en una tumba excavada en la roca.El historiador judío Josefo, escribiendo más tarde en el siglo, describió cómo los judíos consideraban esta ley tan importante que incluso los cuerpos de los criminales crucificados eran bajados y enterrados antes de la puesta del sol. En este relato, José sólo hace lo mínimo para observar la Ley, envolver el cuerpo en un paño, sin mención de lavarlo (Taharah) o ungirlo. Esto puede explicar por qué Marcos menciona un acontecimiento anterior a la crucifixión en el que una mujer derrama perfume sobre Jesús. Jesús queda así preparado para la sepultura incluso antes de su muerte real.

### Evangelio de Mateo
El Evangelio de Mateo fue escrito alrededor de los años 80 a 85, utilizando el Evangelio de Marcos como fuente. En este relato no se hace referencia a José de Arimatea como miembro del Sanedrín, sino como un discípulo rico de Jesús. Muchos intérpretes han leído esto como una sutil orientación del autor hacia los partidarios ricos, mientras que otros creen que se trata del cumplimiento de la profecía de Isaías 53:9: 
«E hicieron su sepulcro con los impíos, Y con los ricos su tumba; Aunque no había hecho violencia, Ni había engaño en su boca.»
 Esta versión sugiere un entierro más honorable: José envuelve el cuerpo en un sudario limpio y lo coloca en su propia tumba, y la palabra utilizada es soma (cuerpo) en lugar de ptoma (cadáver). El autor añade que las autoridades romanas «aseguraron la tumba poniendo un precinto en la piedra y apostando la guardia».

### Evangelio de Lucas
El Evangelio de Marcos es también una fuente para el relato dado en el Evangelio de Lucas, escrito alrededor del año 90-95. Como en la versión de Marcos, se describe a José como miembro del sanedrín, pero como no estando de acuerdo con la decisión del sanedrín respecto a Jesús; se dice que «esperaba el reino de Dios» en lugar de ser discípulo de Jesús.

### Evangelio de Juan
El Evangelio de Juan, el último de los evangelios, fue escrito en torno a los años 80-90, y presenta a José como un discípulo que da honrosa sepultura a Jesús. Juan dice que José fue ayudado en el proceso del entierro por Nicodemo, que trajo una mezcla de mirra y áloes e incluyó estas especias en el paño funerario según las costumbres judías.

### Comparación de los cuatro Evangelios
La comparación que figura a continuación se basa en la Nueva Versión Internacional.
|                                | Pablo            | Marcos | Mateo | Lucas | Juan | Hechos \| |                                                       |
| ------------------------------ | ---------------- | --- | --- | --- | --- | --- | ----------------------------------------------------- |
| José y Pilatos                 |                  | Mark 15:42–45 - José de Arimatea, un miembro del Sanedrín que esperaba el reino de Dios, pidió a Pilato el cuerpo de Jesús la víspera del sábado. - Pilato se sorprendió y preguntó al centurión si Jesús ya había muerto. - Tras la confirmación del centurión, Pilato entregó el cuerpo de Jesús a José. | Mateo 27:57–Mateo 27:58 - José de Arimatea, un hombre rico y discípulo de Jesús, pidió a Pilato el cuerpo de Jesús por la noche. - Pilato ordenó que se le entregara. | Lucas 23-50:52 - José de Arimatea, miembro del Consejo y hombre bueno que esperaba el reino de Dios y no había consentido la decisión del Consejo, pidió a Pilato el cuerpo de Jesús. - [No se menciona la respuesta de Pilatos]                                 | Juan 19:38 - Más tarde, José de Arimatea, un discípulo secreto (porque temía a los dirigentes judíos) de Jesús, pidió a Pilato el cuerpo de Jesús. - Pilato dio permiso y José tomó el cuerpo. | Hechos 13:29 - «Cuando hubieron llevado a cabo todo lo que estaba escrito sobre él, lo bajaron del madero...» |                                                       |
| Entierro                       | 1 Corintios 15:4 | «Fue sepultado» | Marcos 15:46-47 - José compró lino, descolgó el cuerpo y lo envolvió. - José lo puso en un sepulcro excavado en la roca y rodó una piedra contra la entrada. - María Magdalena y María la madre de José vieron el entierro. | Mateo 27:59-61 - Joseph took Jesus' body and wrapped it in linen. - José colocó el cuerpo en su propia tumba nueva que había recortado, hizo rodar una piedra delante de ella y se marchó. - María Magdalena y la otra María estaban sentadas frente a la tumba. | Lucas 23:53-56 - José bajó el cuerpo y lo envolvió en lino. - Lo puso en un sepulcro sin uso, excavado en la roca. - Era justo antes del sábado. - Las mujeres de Galilea siguieron a José y vieron el entierro. - Se fueron a casa e hicieron especias y perfumes. Descansaron el sábado para obedecer el mandamiento. | Juan 19:39-42 - Nicodemo trajo una mezcla de mirra y aloe de unas 75 libras. - Nicodemo y José envolvieron el cuerpo de Jesús, con las especias, en tiras de lino. - En un jardín, cerca de donde Jesús fue crucificado, había una tumba nueva sin usar. - Como la tumba estaba cerca y era el Día de la Preparación, depositaron allí a Jesús. | Hechos 13:29 - «... y lo depositaron en un sepulcro». |
| Los sumos sacerdotes y Pilatos |                  | | Mateo 27:62–66 - Al día siguiente, después del Día de la Preparación, los jefes de los sacerdotes y los fariseos fueron a Pilato: 'Ese engañador [Jesús] dijo que resucitaría a los 3 días, así que vigilen la tumba durante 3 días para evitar que sus discípulos roben el cuerpo, y luego digan que ha resucitado'. - Pilato: 'Puedes organizar una guardia'. - Los sumos sacerdotes y los fariseos sellaron la tumba y montaron guardia. | | | |                                                       |
| María                          |                  | Mark 16:1–2 - Después del sábado, María Magdalena, María la madre de Santiago y Salomé compraron especias para ungir el cuerpo de Jesús, y fueron al sepulcro el primer día de la semana. | Mateo 28:1 - Después del sábado del primer día de la semana, María Magdalena y la otra María fueron a ver el sepulcro [no se indica por qué]. | Lucas 24:1 - El primer día de la semana, las mujeres de Galilea llevaron las especias al sepulcro. | Juan 20:1 - María Magdalena fue al sepulcro el primer día de la semana [no se indica por qué]. | |                                                       |

## En la literatura no canónica
El manuscrito apócrifo conocido como Evangelio de Pedro afirma que los judíos entregaron el cuerpo de Jesús a José, quien más tarde lo lava y luego lo entierra en un lugar llamado «El jardín de José».

## Historicidad

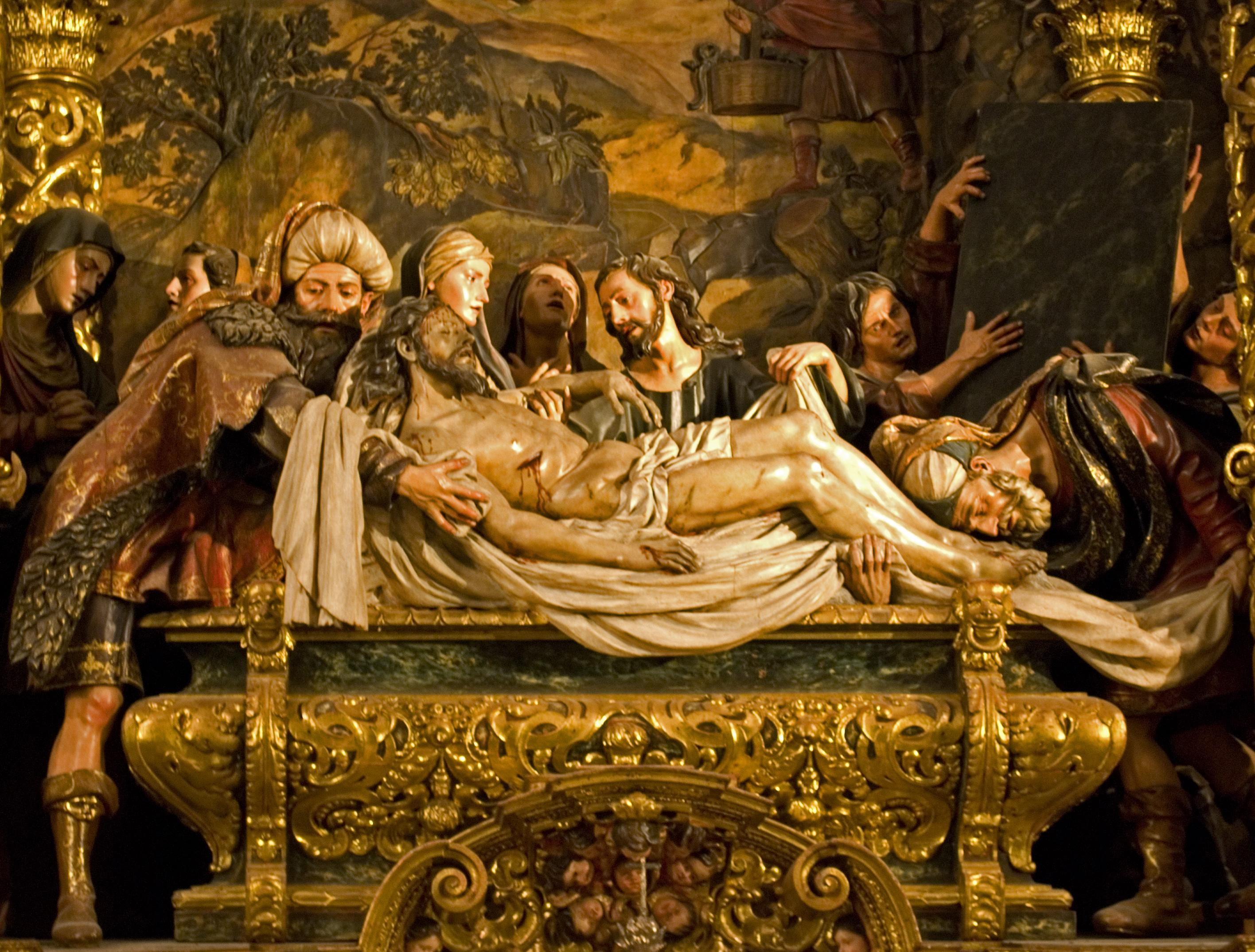
El Entierro de Cristo de Pedro Roldán

Los eruditos difieren sobre la historicidad de la historia del entierro, y la cuestión de si Jesús recibió un entierro decente. Los puntos de controversia son si el cuerpo de Jesús fue bajado de la cruz antes de la puesta del sol, o dejado en la cruz para que se descompusiera; si su cuerpo fue bajado de la cruz y enterrado específicamente por José de Arimatea, o por el Sanedrín o un grupo de judíos en general; y si fue enterrado, y de ser así, qué tipo de tumba, o si fue enterrado en una fosa común.
Un argumento a favor de un entierro decente antes de la puesta del sol es la costumbre judía, basada en la Torá, de que el cuerpo de una persona ejecutada no debe permanecer en el árbol donde se colgó el cadáver para su exhibición pública, sino que debe ser enterrado antes del amanecer. Esto se basa en Deuteronomio 21:22-23, pero también está atestiguado en el Pergamino del Templo de los esenios, y en Josefo' La guerra judía 4.5.2§317, que describe el entierro de insurgentes judíos crucificados antes de la puesta del sol. También se hace referencia al Digesta, un código de derecho romano del siglo VI d. C., que contiene material del siglo II d. C. en el que se afirma que «los cuerpos de quienes han sido castigados sólo se entierran cuando así se ha solicitado y se ha concedido el permiso»." El entierro de personas que fueron ejecutadas por crucifixión también está atestiguado por hallazgos arqueológicos como el de Jehohanan, un cuerpo con un clavo en el talón que no pudo ser retirado.

El entierro de Cristo de Rubens

Martin Hengel argumentó que Jesús fue enterrado en desgracia como un criminal ejecutado que tuvo una muerte vergonzosa, una opinión que es «ahora ampliamente aceptada y se ha afianzado en la literatura académica».} John Dominic Crossan sostenía que los seguidores de Jesús no sabían lo que ocurrió con el cuerpo. Según Crossan, José de Arimatea es «una creación total de Marcos en nombre, en lugar y en función», argumentando que los seguidores de Jesús dedujeron de Deut. 21:22-23 que Jesús fue enterrado por un grupo de judíos respetuosos de la ley, como se describe en Hechos 13:29. Este relato fue adaptado por Marcos, convirtiendo al grupo de judíos en una persona concreta. Lo que realmente sucedió puede deducirse de la práctica romana habitual, que consistía en dejar el cuerpo en la hoguera, negando un entierro honorable o familiar, afirmando célebremente que «los perros estaban esperando». 
El estudioso británico del Nuevo Testamento Maurice Casey también señala que «se suponía que los criminales judíos recibían un entierro vergonzoso y deshonroso», citando a Josefo:

La situación general era suficiente para que Josefo comentara el final de un ladrón bíblico: «Y después de ser inmediatamente ejecutado, se le daba por la noche el deshonroso entierro propio de los condenados» (Jos. Ant. V, 44). De forma algo similar, dice de cualquiera que haya sido apedreado hasta la muerte por blasfemar contra Dios, 'que se le cuelgue durante el día, y que se le dé sepultura deshonrosa y secreta (Jos. Ant. IV, 202).'

Casey sostiene que Jesús fue efectivamente enterrado por José de Arimatea, pero en una tumba para criminales propiedad del Sanedrín. Por lo tanto, rechaza la narración de la tumba vacía como legendaria.
El historiador del Nuevo Testamento Bart D. Ehrman también concluye que no sabemos qué pasó con el cuerpo de Jesús, pero duda de que Jesús tuviera un entierro decente, y encuentra dudoso que Jesús fuera enterrado por José de Arimatea específicamente. Ehrman señala que Hechos 13 se refiere al Sanedrín en su conjunto poniendo el cuerpo de Jesús en una tumba, no a un solo miembro. Según Ehrman, la historia puede haber sido embellecida y haberse vuelto más detallada, y «lo que originalmente era una vaga afirmación de que los líderes judíos no nombrados enterraron a Jesús se convierte en una historia de un líder en particular, que es nombrado, haciéndolo». Ehrman da tres razones para dudar de un entierro digno. Señala que «A veces los apologistas cristianos argumentan que Jesús tuvo que ser bajado de la cruz antes de la puesta de sol del viernes porque al día siguiente era sábado y era contrario a la ley judía, o al menos a la sensibilidad judía, permitir que una persona permaneciera en la cruz durante el sábado. Desgraciadamente, el registro histórico sugiere justo lo contrario».  Refiriéndose a Hengel y Crossan, Ehrman sostiene que la crucifixión tenía por objeto «torturar y humillar a una persona lo máximo posible», y el cuerpo se dejaba normalmente en la estaca para que se lo comieran los animales. Ehrman argumenta además que los criminales solían ser enterrados en fosas comunes, y Pilato no se preocupaba por las sensibilidades judías, lo que hace improbable que hubiera permitido que Jesús fuera enterrado.
Varios autores cristianos han rechazado las críticas, considerando que los relatos evangélicos son históricamente fiables. John A.T. Robinson afirma que «el entierro de Jesús en la tumba es uno de los hechos más antiguos y mejor atestiguados sobre Jesús». Dale Allison, revisando los argumentos de Crossan y Ehrman, considera fuerte esta afirmación pero «encuentra probable que un hombre llamado José, probablemente un sanedrita, de la oscura Arimatea, buscara y obtuviera permiso de las autoridades romanas para hacer los arreglos para el apresurado entierro de Jesús»." Raymond E. Brown, escribiendo en 1973 antes de las publicaciones de Hengel y Crossan, menciona que varios autores han defendido el entierro en una fosa común, pero Brown sostiene que el cuerpo de Jesús fue enterrado en una tumba nueva por José de Arimatea de acuerdo con los Ley mosaica, que establecía que una persona colgada en un árbol no debía permanecer allí durante la noche, sino que debía ser enterrada antes de la puesta del sol. 
James Dunn rechaza las críticas, afirmando que «la tradición es firme en el sentido de que Jesús recibió una sepultura adecuada (Marcos 15.42-47 pars.), y hay buenas razones para que su testimonio sea respetado». Dunn argumenta que la tradición del entierro es «una de las piezas más antiguas de la tradición que tenemos», refiriéndose a 1 Cor. 15.4; el entierro estaba en línea con la costumbre judía según lo prescrito por Deut. 21. 22-23 y confirmado por Josefo Guerra; se conocen casos de entierro de crucificados, como atestigua el entierro de Jehohanan; José de Arimatea «es un personaje histórico muy verosímil»; y «la presencia de las mujeres en la cruz y su participación en el entierro de Jesús pueden atribuirse más verosímilmente a la memoria oral primitiva que a la narración creativa».. N. T. Wright sostiene que el entierro de Cristo forma parte de las primeras tradiciones evangélicas. Craig A. Evans hace referencia a Deut. 21:22-23 y a Josefo para argumentar que el entierro de Jesús concuerda con la sensibilidad judía y la realidad histórica.  Evans también señala que «políticamente, también, parece poco probable que, en vísperas de la Pascua, una fiesta que celebra la liberación de Israel de la dominación extranjera, Pilato hubiera querido provocar a la población judía» negando a Jesús un entierro apropiado.
Según el profesor de religión John Granger Cook, hay textos históricos que mencionan fosas comunes, pero no contienen ninguna indicación de que esos cuerpos fueran desenterrados por animales. En ningún texto romano se menciona una fosa abierta o tumbas poco profundas. Hay una serie de textos históricos ajenos a los evangelios que muestran que los cuerpos de los muertos crucificados fueron enterrados por familiares o amigos. Cook escribe que «esos textos demuestran que la narración del entierro de Jesús por José de Arimetea sería perfectamente comprensible para un lector grecorromano de los evangelios e históricamente creíble». Cook señala que numerosos críticos tempranos del cristianismo, como Celso, Porfirio, Hierocles, Juliano y el anónimo filósofo pagano de Macario, aceptaron la historicidad del entierro pero rechazaron la resurrección. 

## Importancia teológica
El apóstol Pablo incluye la sepultura en su exposición del evangelio en versículos 3 y 4 de 1 Corintios 15: «Porque primeramente os he enseñado lo que asimismo recibí: Que Cristo murió por nuestros pecados, conforme a las Escrituras; Y que fue sepultado, y que resucitó al tercer día, conforme a las Escrituras» (KJV). Parece tratarse de un declaración credencial prepaulino temprano.
La sepultura de Cristo se menciona específicamente en el Credo de los Apóstoles, donde se dice que Jesús fue «crucificado, muerto y sepultado». El Catecismo de Heidelberg pregunta «¿Por qué fue sepultado?» y da la respuesta «Su sepultura atestiguó que realmente había muerto.»

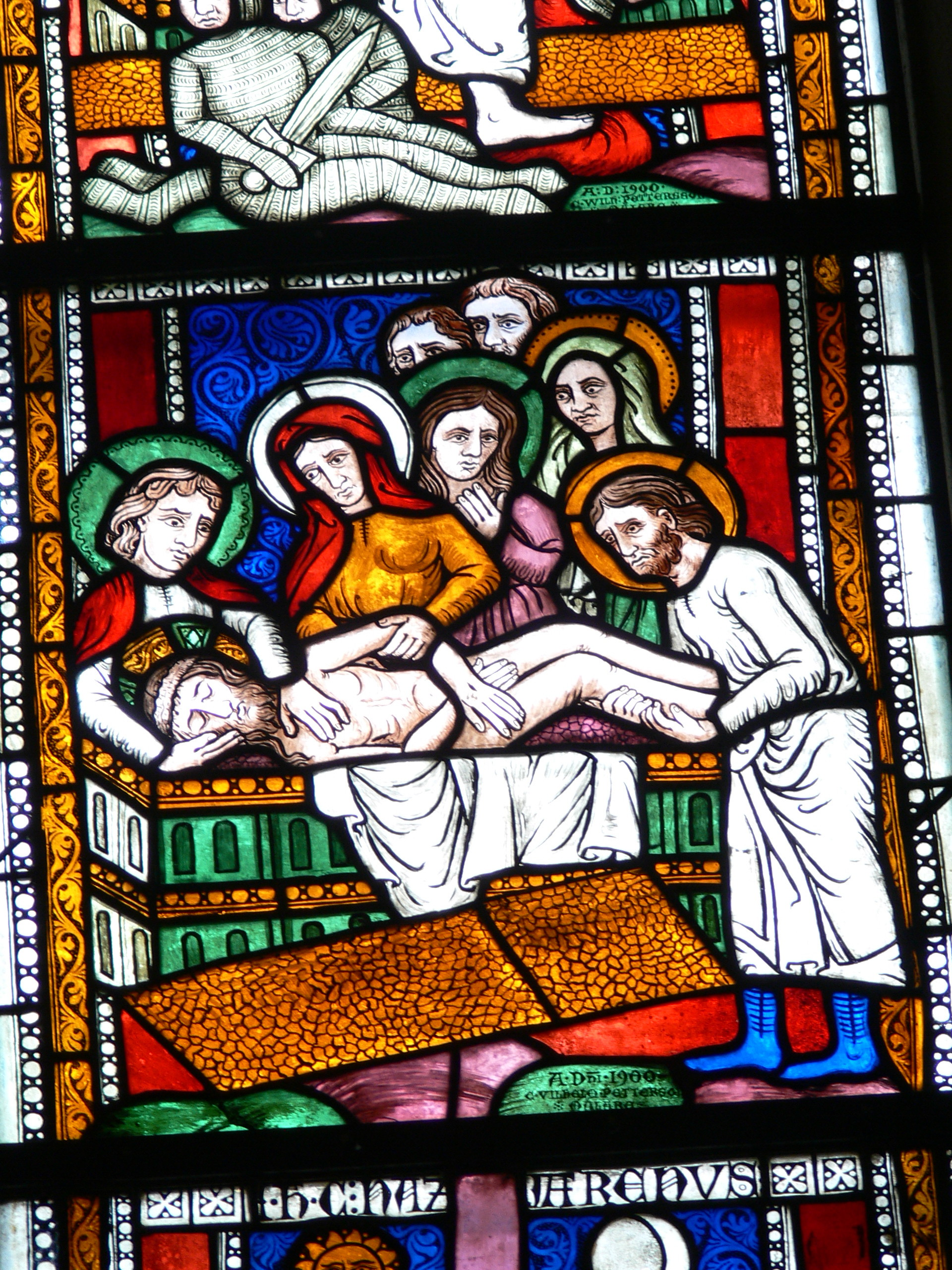
Una versión del siglo XIII del Entierro de Cristo en vidrieras

El Catecismo de la Iglesia Católica afirma que «es el misterio del Sábado Santo, cuando Cristo, yaciendo en el sepulcro, revela el gran descanso sabático de Dios tras el cumplimiento de la salvación del hombre, que trae la paz a todo el universo» y que «la estancia de Cristo en el sepulcro constituye el vínculo real entre su estado pasible antes de la Pascua y su estado glorioso y resucitado de hoy. « 